# Hasodima melanoglyphica
Hasodima melanoglyphica is een vlinder uit de familie van de spanners (Geometridae). In 1913, publiceerde Dognin voor het eerst op geldige wijze de wetenschappelijke naam van deze soort.